# Nelson Mandela Bay Stadium
Nelson Mandela Bay Stadium – stadion w Republice Południowej Afryki. Posiada 44000 miejsc (na MŚ w 2010 roku liczba ta zostanie zwiększona do 48000). Koszt budowy wyniósł 1,1 mld ZAR (około 150 mln USD). Nelson Mandela Bay Stadium jest zlokalizowany na pd-wsch od jeziora North End w sercu miasta Port Elizabeth. Jest jednym z trzech stadionów, które zostały zbudowane obok zbiornika wodnego specjalnie na MŚ 2010.

## Opis stadionu
Nelson Mandela Bay Stadium jest pierwszym stadionem piłkarskim światowej klasy, który powstał w Prowincji Przylądkowej Wschodniej. Stadion szczyci się 150 miejscami dla klientów VIP, 60 miejscami dla biznesmenów, sklepami odzieżowo-sportowymi, salą gimnastyczną, 500 miejscami parkingowymi oraz salami konferencyjnymi. Planowo budowa stadionu miała się zakończyć w grudniu 2008 r., ale ostatecznie obiekt został oddany do użytku w sierpniu 2009 r.
Nieustannie pojawiały się spekulacje, czy stadion zostanie zbudowany na czas, według wymagań FIFA wszystkie nowo budowane stadiony w Południowej Afryce na MŚ 2010 muszą zostać oddane przed 2010 rokiem. Nelson Mandela Bay Stadium był najbardziej opóźniony spośród czterech nowo budowanych aren w Kapsztadzie, Durbanie, Polokwane i Nelspruit.

## Projekt
Stadion ma efektowny kształt dachu i spektakularną sylwetkę, górującą nad Jeziorem North End. Nelson Mandela Bay Stadium jest jednym z nielicznych obiektów na świecie, które są zbudowane obok jeziora. Obiekt ma 40 m wysokości i składa się z sześciu pięter na zachodniej trybunie oraz pięciu na północnej, południowej i wschodniej trybunie.

## Wyposażenie
Stadion może pomieścić 44 000 widzów. Specjalnie na MŚ 2010 zostanie dodanych jeszcze 4 000 krzesełek. Dwa duże telebimy dla widzów z bezpośrednią transmisją, jak również dwie sale konferencyjne, które będą w stanie pomieścić 200 osób, będą usytuowane na 5 poziomie. Na obiekcie będą cztery pochylnie dla kibiców poruszających się na wózkach inwalidzkich oraz 74 toalety. Znajdują się tam także 23 prywatne loże (zdecydowano się dobudować dodatkowe 22) oraz dwa bary.

## Boisko
Murawa jest wykonana z naturalnej trawy pozyskanej z niedalekiego St Albans. Obszary otaczające boisko są zrobione ze sztucznej murawy.

## Puchar Konfederacji 2009
8 lipca 2008 ogłoszono, że Nelson Mandela Bay Stadium został usunięty z listy stadionów dla rozgrywek Pucharu Konfederacji 2009, bowiem nie został w pełni ukończony.

## MŚ 2010
Na stadionie w czasie MŚ 2010 zostało rozegranych 8 meczów (5 meczów grupowych, 1 mecz 1/8 finału, ćwierćfinał oraz mecz o trzecie miejsce).